# Custard (gruppo musicale australiano)
I Custard sono un gruppo indie rock australiano formatosi nel 1989 a Brisbane, nel Queensland.

## Storia

### 1989–1993: Formazione e primi EP
La band nasce a Brisbane nel 1989 con il nome di Custard Gun. È formata inizialmente da David McCormack alla voce e alla chitarra ritmica, Paul Medew al basso - entrambi ex-membri degli Who's Gerald? -, James Straker alla chitarra solista e Shane Brunn alla batteria. Agli inizi del 1990, James Straker viene sostituito da Matthew Strong, mentre Shane Brunn subentra a Gavin Herrenberg, il quale, a sua volta, viene sostituito da Danny Plant. Contestualmente, il gruppo cambia il proprio nome in Custard.
Nel novembre 1990, i Custard pubblicano il loro primo EP, intitolato Rockfish Anna e composto da quattro tracce. Per festeggiare la pubblicazione, ingaggiano un imitatore di Elvis Presley sputafuoco.
Nel 1991, incidono il loro album di debutto, Buttercup/Bedford. La pubblicazione era prevista su CD entro il marzo del 1992 ma, a causa di un ritardo nella fornitura del supporto, l'album viene pubblicato su cassetta e alla fine dell'anno ripubblicato su CD. Nel frattempo la band firma un contratto con la Ra Records e pubblica gli EP Gastanked e Brisbane, oltre ai singoli Casanova e Singlette.

### 1994–1995:Wahooti FandangoeWisenheimer

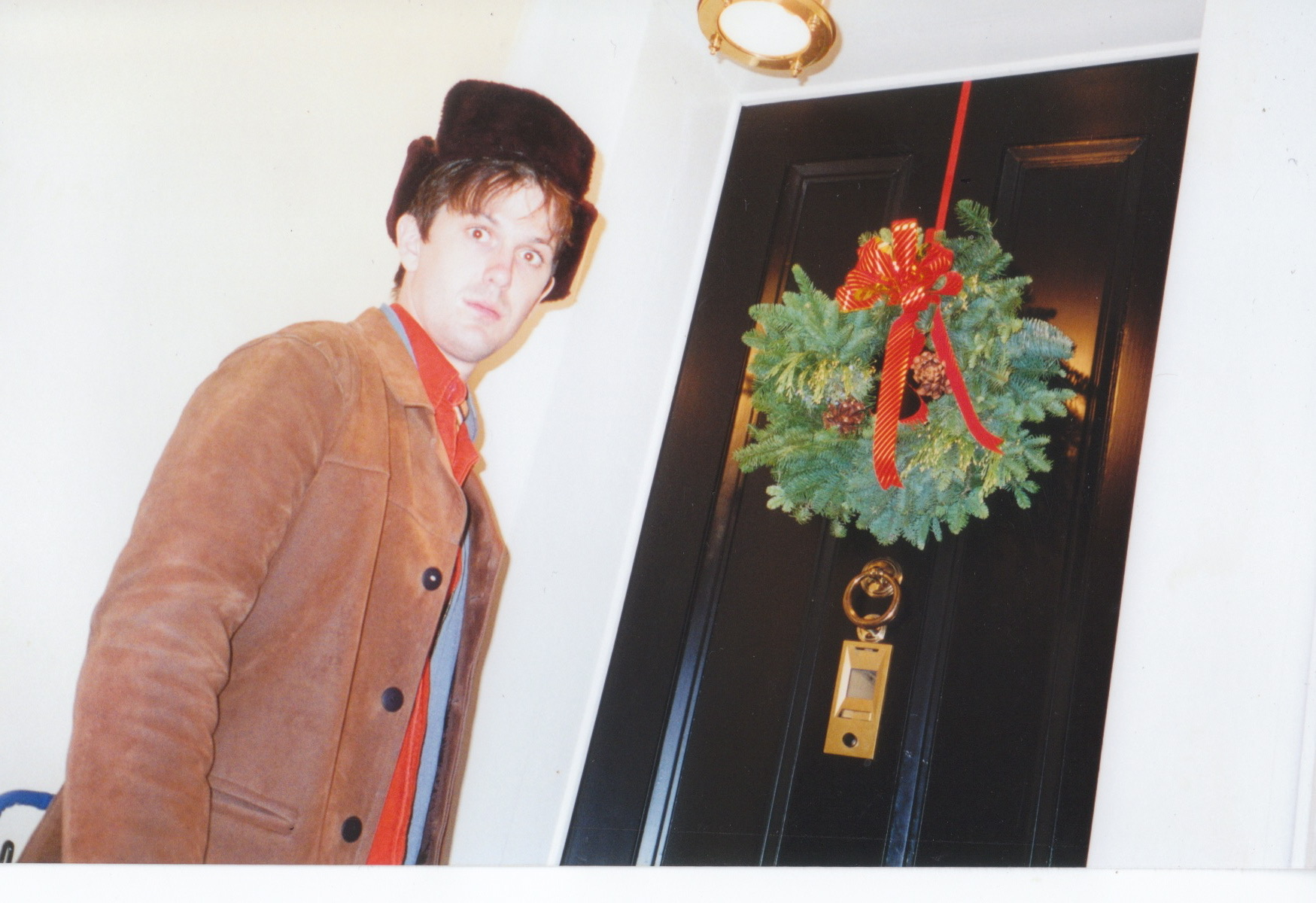
Dave McCormack negli anni '90

Nel 1994, i Custard pubblicano il loro secondo album Wahooti Fandango. L'album viene acclamato dalla critica e riceve una nomination agli ARIA Music Awards del 1995 come migliore uscita alternativa.
Il successo arriva nell'ottobre 1995, all'uscita del loro terzo album in studio Wisenheimer, registrato negli Stati Uniti d'America. Il primo singolo estratto Apartment entra nell'alta rotazione della stazione radiofonica Triple J e viene votato al numero 7 della classifica Triple J Hottest 100 del 1995. Da Wisenheimer vengono inoltre estratti i singoli Sunset Strip, Lucky Star e Leisuremaster. L'album riceve una nomination agli ARIA Music Awards del 1996 come miglior uscita indipendente.
Sulla copertina di quest'album compare per la prima volta il logo ufficiale della band, disegnato da Glenn Thompson, collaboratore del gruppo sin dagli inizi, in cui poi entrerà come batterista. Il logo consiste nella scritta Custard schiacciata nella parte finale. Questo crea una somiglianza tra la lettera "D" e la lettera "O", e porterà all'accusa nei confronti del disegnatore di voler cambiare il nome della band in Custaro.
Subito dopo l'uscita di Wisenheimer, Danny Plant viene allontanato dal gruppo e sostituito da Glenn Thompson.

### 1996–1997: Il successo eWe Have the Technology
Il 24 novembre 1996, i Custard si esibiscono nel piazzale della Sydney Opera House come ospiti del concerto Farewell to the World dei Crowded House, insieme agli You Am I e ai Powderfinger. Si stima che all'evento fossero presenti dalle 100.000 alle 250.000 persone.
Tra il 1996 e il 1997, i Custard iniziano una serie di collaborazioni con alcuni gruppi e artisti emergenti, tra cui i Weezer, Frank Black, Beck e i The Presidents of the United States of America, coi quali vanno in tournée in Australia e negli Stati Uniti. Durante una tournée negli Stati Uniti incidono il loro quarto album, We Have the Technology, da cui vengono estratti i singoli Nice Bird, Anatomically Correct e Music is Crap. Quest'ultimo diventa il primo singolo della band a entrare nella top 100 di ARIA; la canzone è stata scritta e cantata da Thompson, suscitando un rinnovato interesse da parte del pubblico per i Custard.

### 1998–1999:Loveramae lo scioglimento della band
Nel 1998, viene pubblicato il singolo Girls Like That (Don't Go For Guys Like Us), che diventa il più grande successo del gruppo, raggiungendo la posizione 52 nella classifica dei singoli di ARIA e arrivando 3º nella Triple J Hottest 100 del 1998. Agli ARIA Music Awards del 1999 vince il premio per il miglior videoclip, che viene ritirato dal regista Andrew Lancaster e David McCormack. L'album di provenienza del singolo, Loverama, viene pubblicato nel 1999.
Loverama diventerà poi l'album più venduto del gruppo, venendo nominato al 94º posto tra i 200 album più importanti della musica australiana secondo Rolling Stone Australia.
L'album presenta temi cupi e macabri, come spiegato dallo stesso McCormack durante un'intervista a Triple J nel 1999, ed è nato durante un periodo burrascoso per il gruppo. McCormack spiegò anche che l'obiettivo era quello di creare un album che fosse più significativo e meno "usa e getta" rispetto agli ultimi due, creando brani dai testi tetri e meno spensierati, con l'unica caratteristica di essere "anche ballabili". Dallo stesso album vengono estratti anche i singoli Hit Song, Ringo (I feel like...) e The New Matthew.
Dopo la pubblicazione di Loverama, i Custard prendono una pausa di sei mesi per poi sciogliersi definitivamente. Il loro scioglimento viene accompagnato dall'uscita di Goodbye Cruel World, una compilation dei brani più famosi del gruppo.

### 2000–2008: Nuovi progetti
Dopo lo scioglimento dei Custard, David McCormack forma i The Titanics con l'ex-batterista Glenn Thompson alla chitarra, l'allora moglie di McCormack, Emma Tom, al basso e Tina Havelock-Stevens alla batteria. Il gruppo pubblica due album prima di sciogliersi nel 2001. In seguito, McCormack pubblica una serie di album da solista con i The Polaroids, composti da suo fratello Dylan al basso, Shane Melder alla batteria e Cameron Bruce.
Subito dopo lo scioglimento dei The Titanics, Thompson entra a far parte dei The Go-Betweens. Nel 1995, aveva già prodotto musica con i membri del gruppo, Robert Forster e Grant McLennan, e ha anche suonato nei loro ultimi due album, collaborando con loro fino alla morte di McLennan nel 2006. Nel 2007, Thompson pubblica il suo primo album da solista, Brighton Bothways, sotto lo pseudonimo Beachfield. Nel 2010, forma un duo con Adele Pickvance dei The Go-Betweens, chiamato Adele & Glenn, e insieme pubblicano un album nell'aprile 2012.
Nel 2004, Matthew Strong si unisce ai Lost Gospel, insieme a Phil Jamieson dei Grinspoon.
Nel 2008, Paul Medew entra a far parte dei The Purple Hearts.

### 2009–2011: La reunion

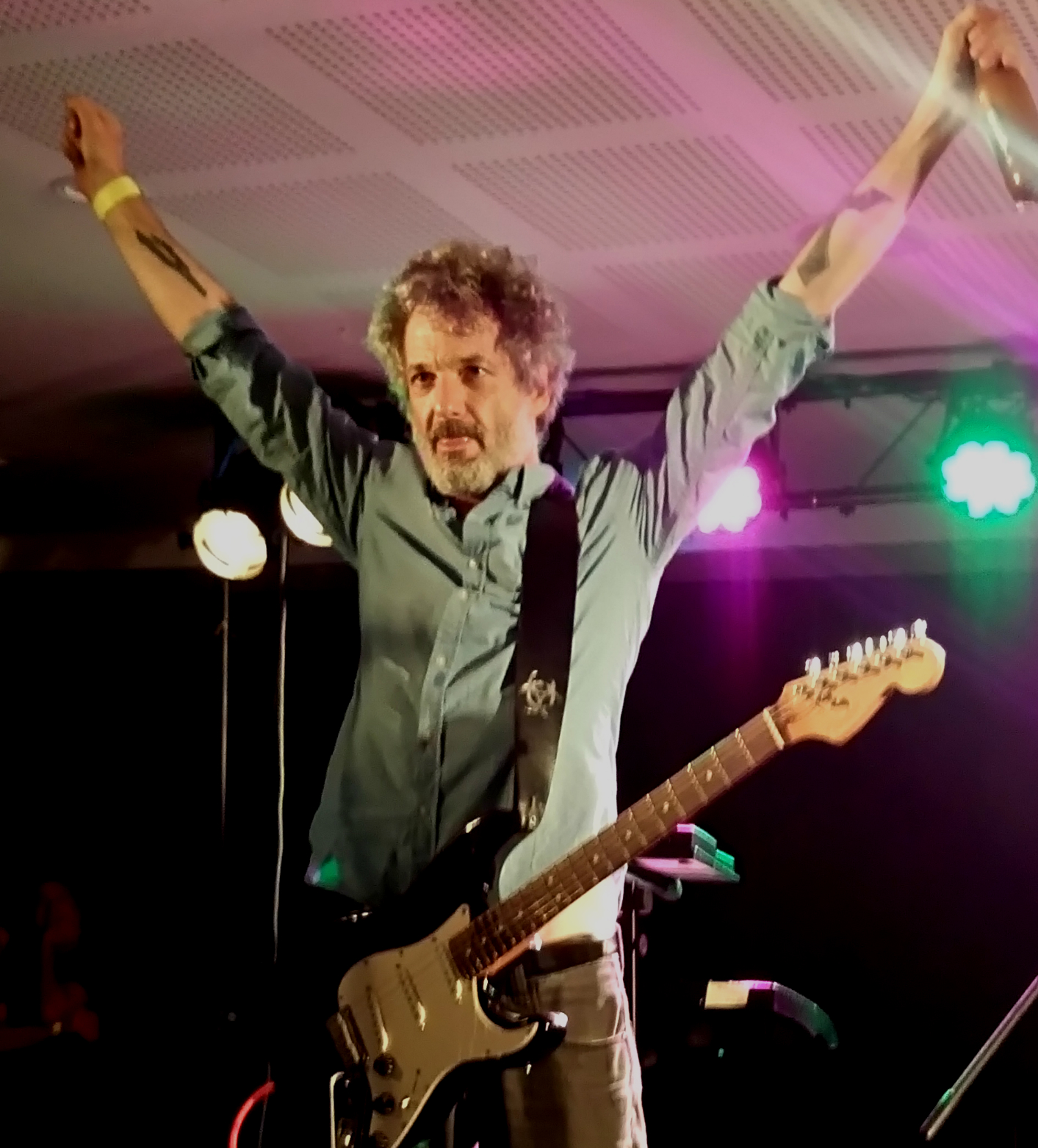
Matthew Strong, 2017

I Custard si riuniscono il 10 dicembre 2009 per celebrare il 150º anniversario del Queensland, esibendosi ad un concerto insieme ai Powderfinger ed altri artisti locali.
Dopo questa esibizione, il gruppo ricomincia a fare concerti con una frequenza stabile. Nel 2010 partecipano al Meredith Music Festival, mentre nel febbraio 2011 partecipano al Float On: A Brisbane Flood Relief Benefit, uno spettacolo per raccogliere fondi per le vittime delle inondazioni nel Queensland. Sempre nel 2011 i Custard prendono parte al Brisbane Festival.

### 2015–2019:Come Back, All Is ForgiveneThe Common Touch
Il 6 novembre 2015 pubblicano il primo album dopo la reunion e il sesto nel complesso, intitolato Come Back, All Is Forgiven, con l'etichetta ABC Music. Sempre nel 2015 la band pubblica un singolo contenente due brani non tratti dall'album, ovvero Monday/What Am I Gonna Do.
Nel 2017, i Custard fanno uscire il loro settimo album, The Common Touch, da cui vengono estratti i singoli In the Grand Scheme of Things (None of This Really Matters) e 2000 Woman.
Sempre nel 2017, per festeggiare il 20º anniversario dall'uscita di We Have The Technology, viene rilasciata una versione in vinile di suddetto disco.
Ad agosto del 2018, per promuovere un loro tour, il gruppo pubblica The Band: Live in the Basement, la registrazione di un concerto tenuto il 9 novembre 2017 al Basement Club di Sydney.

### 2020–Presente:Respect All LifeformseSuburban Curtains
Il 19 marzo 2020, i Custard pubblicano il singolo Funky Again e annunciano il loro ottavo album in studio, Respect All Lifeforms. L'uscita dell'album viene preceduta dall'uscita di altri tre singoli: Couple's Fight, The Min Min Lights e Take the Skinheads Bowling, quest'ultima, cover dei Camper Van Beethoven. L'album viene pubblicato il 22 maggio dello stesso anno.
Nel 2022, registrano una cover del brano Do The Propeller! dei Wiggles, inserito nel tribute album ReWiggled, uscito a marzo di quell'anno.
Nel settembre 2023, i Custard annunciano sulle loro pagine social l'inizio della produzione di un nuovo album. Il 21 Dicembre dello stesso anno Dave McCormack, durante un'intervista al programma radiofonico Talking Zeds, annuncia la prima canzone del nuovo album in lavorazione, chiamata Far North Queensland.
L'annuncio "ufficiale" arriva a febbraio 2024, tramite post sui social, in cui confermano l'arrivo di nuovo materiale nella seconda metà dello stesso anno, insieme a un probabile tour ad agosto.
Il 14 agosto 2024, in occasione della loro partecipazione al Darwin FESTIVAL, i Custard annunciano il titolo del loro nono album, Suburban Curtains, e pubblicano il primo singolo estratto dall'album, Molecules Colliding.
Il 16 agosto, i Custard confermano sulle loro pagine social l'uscita dell'album prevista per l'11 ottobre dello stesso anno, insieme a un tour di accompagnamento in Australia nei due mesi successivi.

## Formazione

### Attuale
- David McCormack (1989-2000, 2009-oggi), voci, chitarra ritmica, batteria
- Paul Medew (1989-2000, 2009-oggi), basso, voci
- Matthew Strong (1990-2000, 2009-oggi), chitarra solista, voci
- Glenn Thompson (1995-2000, 2009-oggi), batteria, chitarra ritmica, voci

### Turnisti
- Andrew Lancaster (1995-2000), tastiere, percussioni

### Membri passati
- James Straker (1989-1990), chitarra solista
- Shane Brunn (1989-1991), batteria
- Gavin Herrenberg (1991-1993), batteria
- Danny Plant (1993-1995), batteria

## Discografia

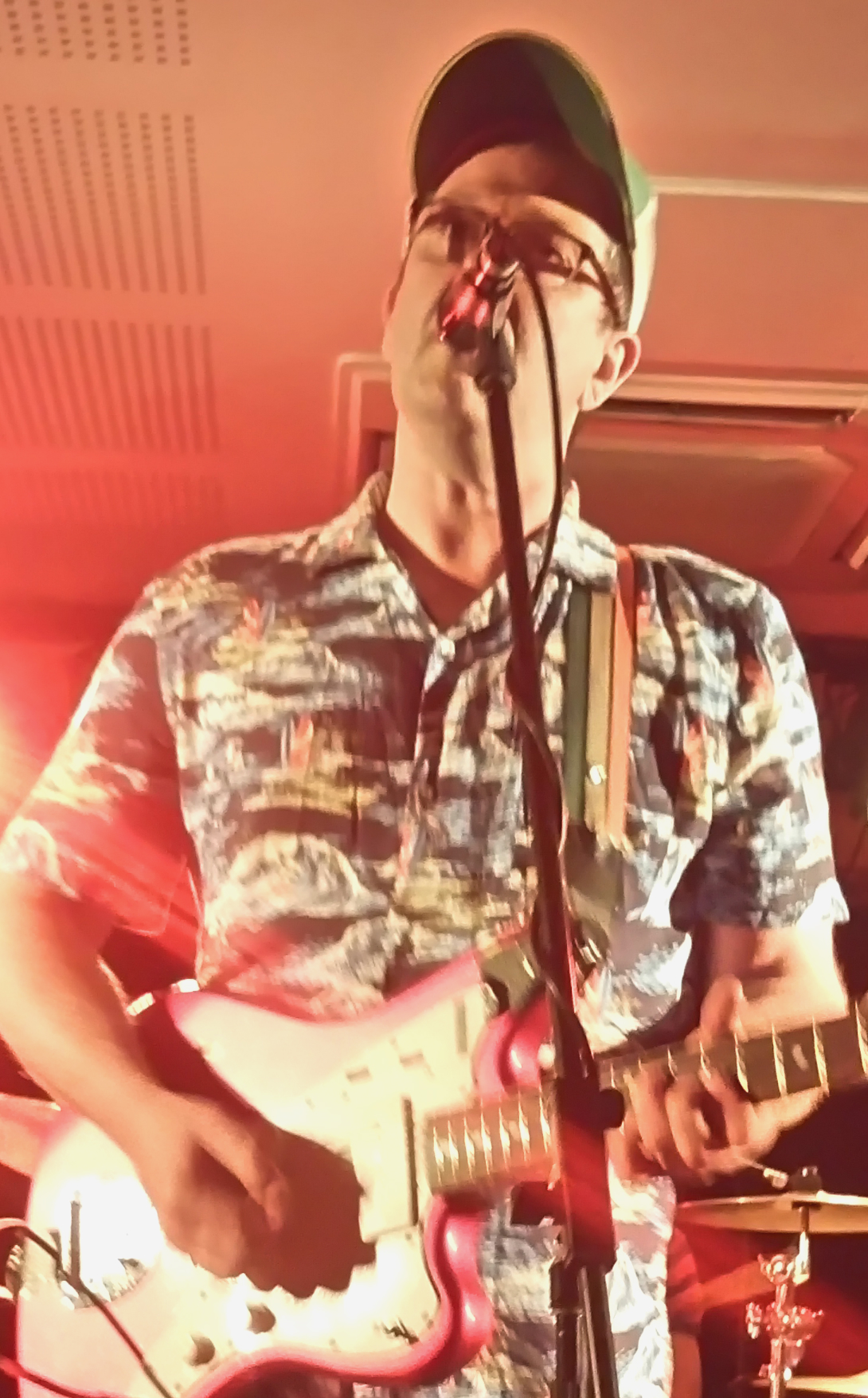
McCormack, 2017

### Album in studio
- 1992 - Buttercup/Bedford (indipendente)
- 1994 - Wahooti Fandango (Ra Records)
- 1995 - Wisenheimer (Ra Records)
- 1997 - We Have The Technology (BMG, Ra Records)
- 1999 - Loverama (BMG, Ra Records)
- 2015 - Come Back, All Is Forgiven (Universal Music, ABC Music)
- 2017 - The Common Touch (ABC Music)
- 2020 - Respect All Lifeforms (ABC Music)
- 2024 - Suburban Curtains (ABC Music)

### Album dal vivo
- 2018 - The Band: Live in The Basement

### Compilation
- 1996 - Wacked Not Wacky (indipendente)
- 2000 - Goodbye Cruel World (BMG, Ra Records)
- 2001 - Brisbane 1990-1993 (BMG, Ra Records)
- 2010 - The Essential (Sony Music)

### EP
- 1990 - Rockfish Anna (Round Records)
- 1992 - Gastanked (Ra Records)
- 1993 - Brisbane (Ra Records)

### Singoli
- 1993 - Casanova (Ra Records)
- 1993 - Singlette (Ra Records)
- 1994 - Pack Yr Suitcases (Ra Records)
- 1995 - Alone (Ra Records)
- 1995 - Aloha Tambourinist (Ra Records)
- 1995 - Apartment (Ra Records)
- 1996 - Lucky Star (Ra Records)
- 1996 - Sunset Strip (Ra Records)
- 1996 - Leisuremaster (Ra Records, Longshot Records)
- 1997 - Nice Bird (Ra Records, BMG)
- 1997 - Anatomically Correct (Ra Records, BMG)
- 1997 - Music Is Crap (Ra Records, BMG)
- 1998 - Girls Like That (Don't Go for Guys Like Us) (Ra Records, BMG)
- 1999 - Hit Song (Ra Records)
- 1999 - Ringo (I Feel Like...) (Ra Records, BMG)
- 1999 - The New Matthew (Ra Records, BMG)
- 2015 - We Are the Parents (Our Parents Warned Us About) (ABC Music)
- 2015 - Monday/What Am I Gonna Do (ABC Music)
- 2016 - Rice & Beans (ABC Music)
- 2017 - In the Grand Scheme of Things (None of This Really Matters) (ABC Music)
- 2017 - 2000 Woman (ABC Music)
- 2020 - Funky Again[43] (ABC Music)
- 2020 - Couple's Fight (ABC Music)
- 2020 - The Min Min Lights[44] (ABC Music)
- 2020 - Take the Skinheads Bowling (ABC Music)
- 2024 - Molecules Colliding (ABC Music)
- 2024 - Someday (ft. Serena Ryder) (ABC Music)

## Filmografia
- 2005 - The Spaces At The Side Of The Road (A Digital History Of Custard) (Ra Records, BMG)

## Premi

### ARIA Music Awards
I Custard hanno ricevuto tre nomination e vinto un premio.
| Anno | Singolo/Album                               | Nomination                   | Risultato |
| ---- | ------------------------------------------- | ---------------------------- | --------- |
| 1995 | Wahooti Fandango                            | Miglior Release Alternativa  | Nominato  |
| 1996 | Wisenheimer                                 | Miglior Release Indipendente | Nominato  |
| 1999 | Girls Like That (Don't Go For Guys Like Us) | Miglior Video                | Vinto     |